# Bürgle (Naturschutzgebiet)
Bürgle ist ein Naturschutzgebiet (NSG-Nummer 4.144) im Gebiet der Gemeinde Jungingen in Baden-Württemberg. Mit Verordnung  vom 7. Dezember 1987 hat das Regierungspräsidium Tübingen das Gebiet unter Naturschutz gestellt.

## Lage
Das Naturschutzgebiet liegt rund einen Kilometer östlich von Jungingen im Killertal und gehört zum Naturraum
094 – Mittlere Kuppenalb innerhalb der naturräumlichen Haupteinheit 09-Schwäbische Alb. Es wird eingeschlossen vom rund 8746 Hektar großen Landschaftsschutzgebiet Nr. 4.17.048 Oberes Starzeltal und Zollerberg und ist außerdem Teil des rund 1225 Hektar großen FFH-Gebiets Nr. 7620311 Reichenbach und Killertal zwischen Hechingen und Burladingen. Es liegt außerdem im 43031 Hektar großen Vogelschutzgebiet Nr. 7820441 Südwestalb und Oberes Donautal.

## Geologie
Beim Bürgle handelt es sich um eine große Rutschscholle eines alten größeren Bergrutschs. Es besteht aus einem noch im Verband liegenden Schichtpaket aus Kalksteinen der Wohlgeschichteten Kalk-Formation (ox2, früher Weißjurabeta), das über weichen Ton- und Mergelsteinen der Impressamergel-Formation (ox1, früher Weißjura alpha) abgeglitten ist und heute auf höherem Mitteljura (Ornatenton-Formation, cl, früher Braunjura zeta) liegt. Der horizontale Versatz der Scholle (stratigraphische Untergrenze) gegenüber den anstehenden Felsen, von denen sie abgebrochen ist, beträgt rund 90 Meter. Das Geotop hat den Namen Bergsturzscholle beim Bürglishof E von Jungingen und ist mit der Nummer 5082 beim LGRB registriert.

## Schutzzweck

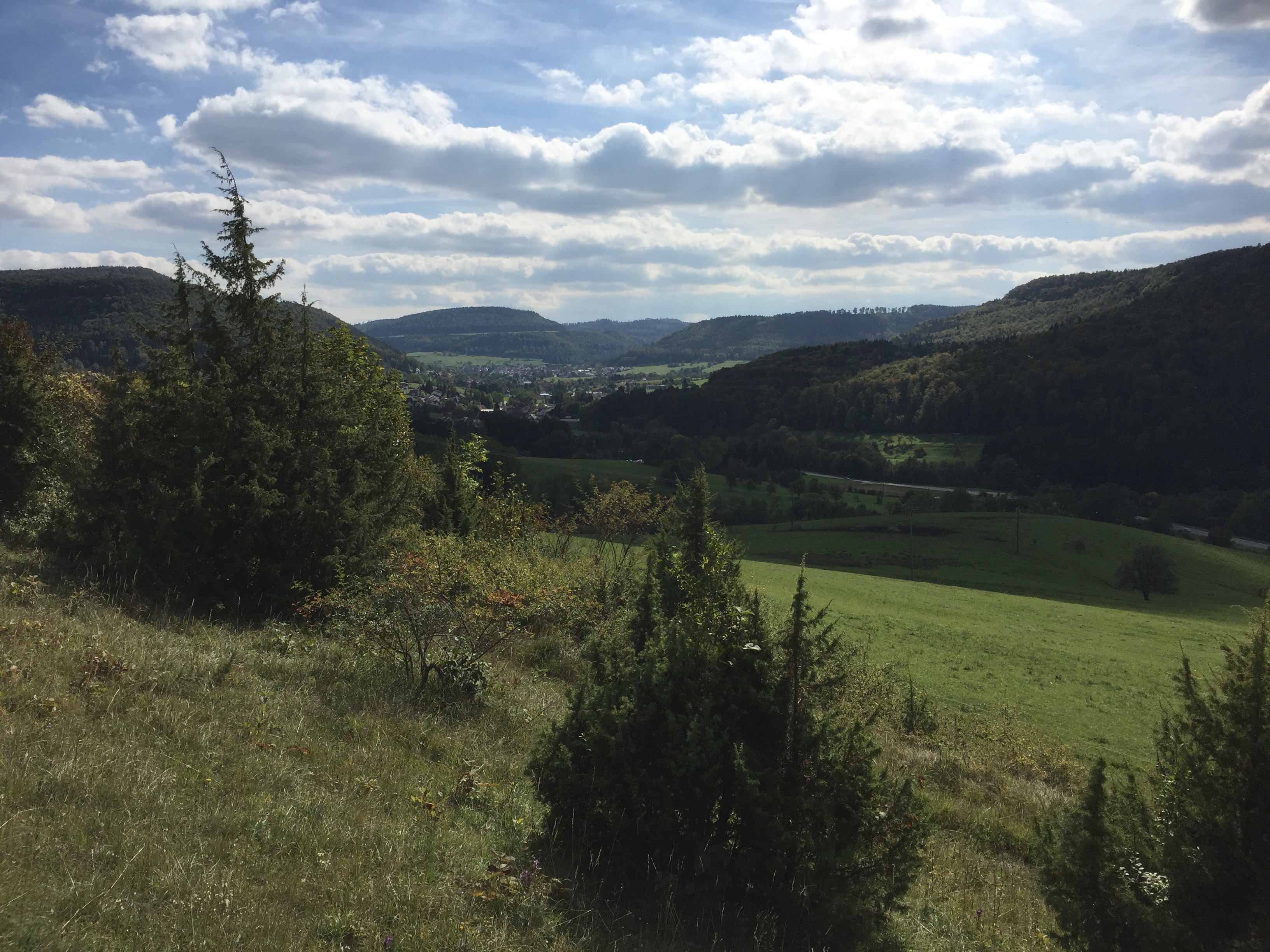
Wacholderheide im NSG

Wesentlicher Schutzzweck ist die Erhaltung, Pflege und Weiterentwicklung einer floristisch hochwertigen, das Landschaftsbild prägenden extensiv genutzten Wacholderheide.